# Сестрорецкое кладбище
Сестроре́цкое кла́дбище находится на северной окраине города городского подчинения Сестрорецка (в Курортном районе Санкт-Петербурга).

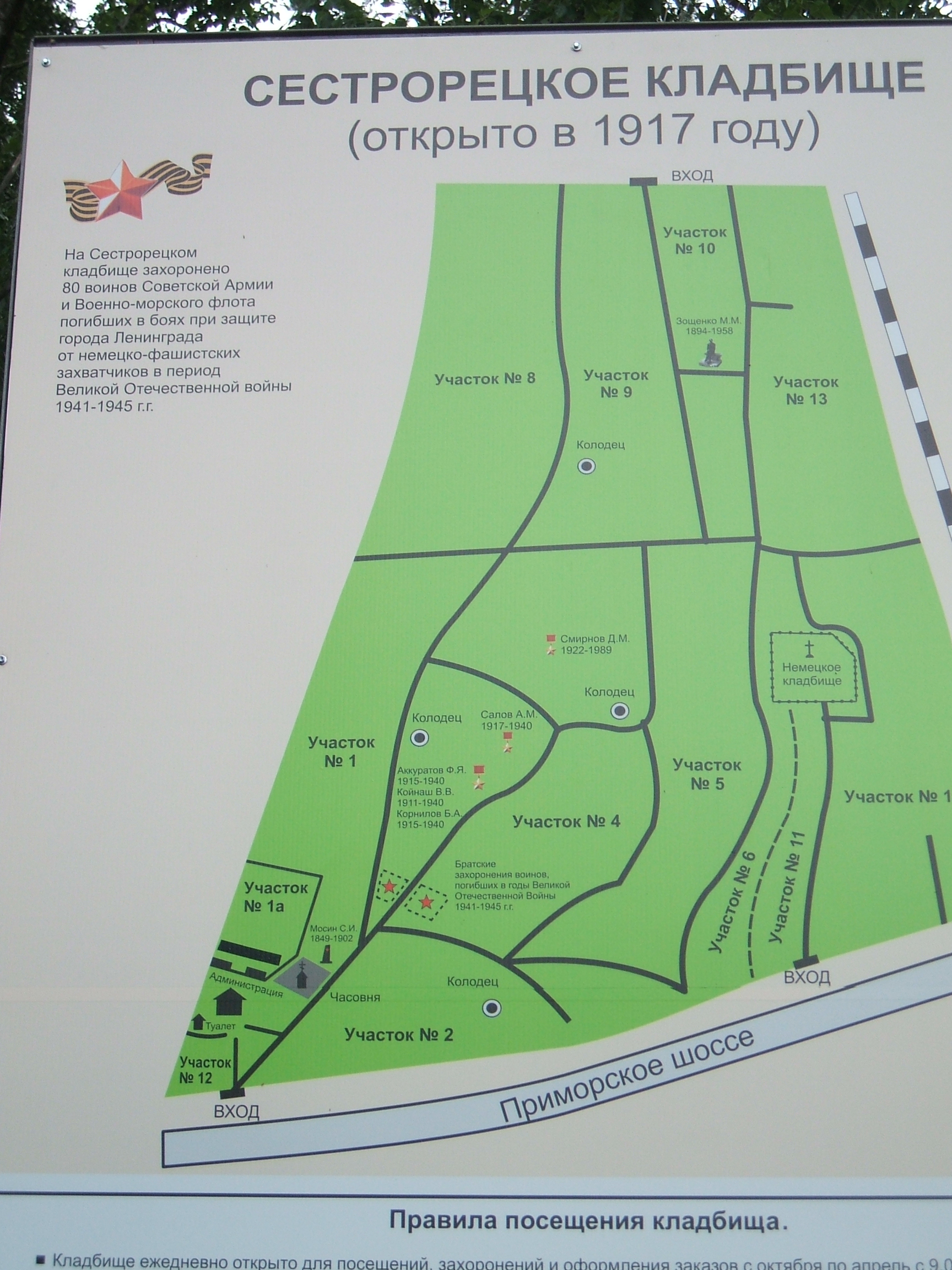
План кладбища

## Местоположение
Кладбище ограничено железнодорожной веткой Санкт-Петербург — Сестрорецк — Белоостров с севера, автомагистралью «Скандинавия» (Приморское шоссе) с востока, рекой Малая (Заводская) Сестра с запада и жилой зоной с больницей № 40, РСУ и лесопарком с юга.
На территории кладбища стоит часовня Александра Невского, расположено военное захоронение.
Севернее этого кладбища (за железной дорогой) находится ещё одно братское захоронение времён Великой Отечественной войны и заброшенное еврейское кладбище (действовало в первой половине XX века).

### Старейшие памятники
Кладбище функционирует со второй половины XIX века, после того, как в большом городском пожаре сгорело Никольское кладбище в центре Сестрорецка.

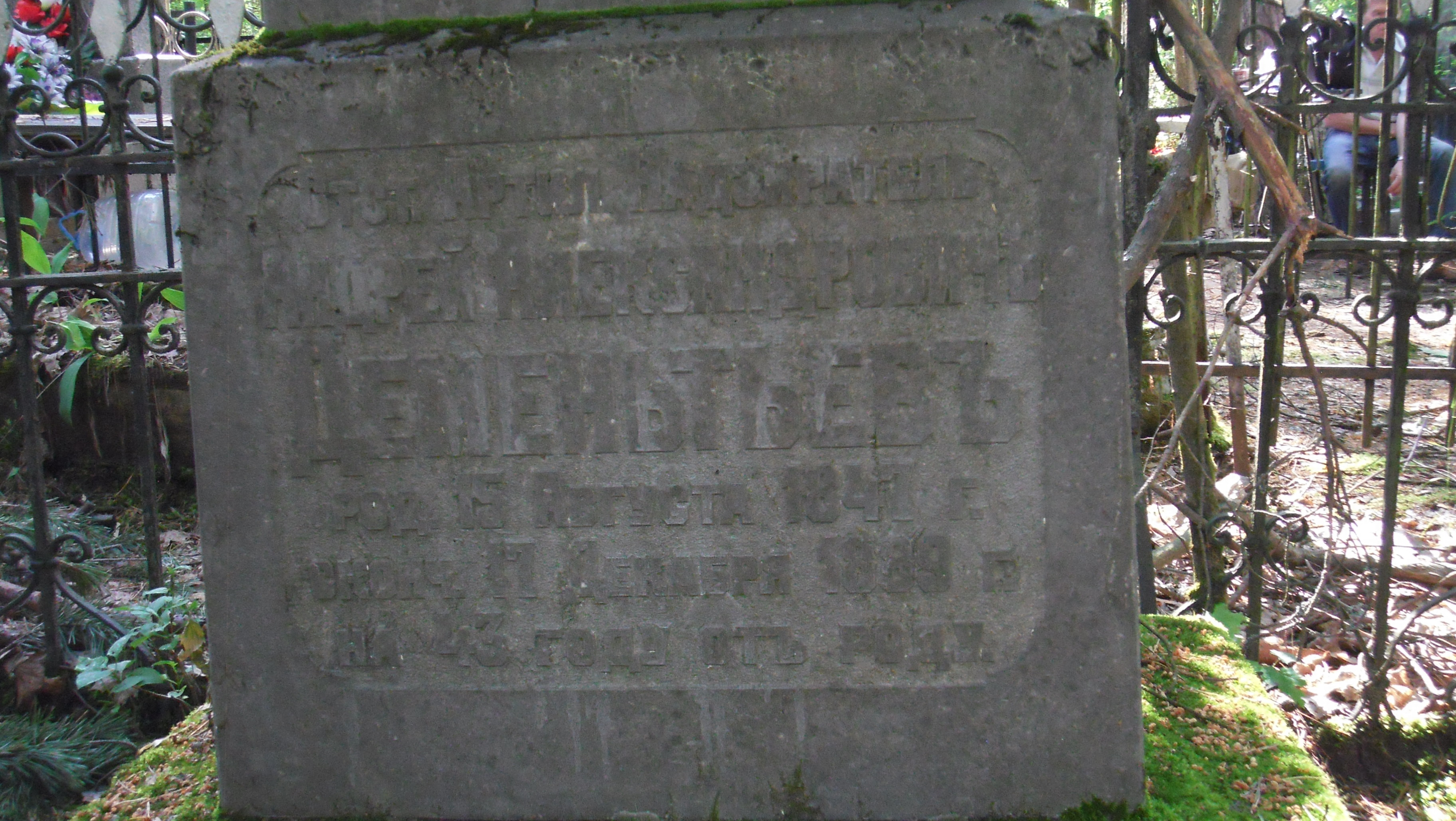
1889 год
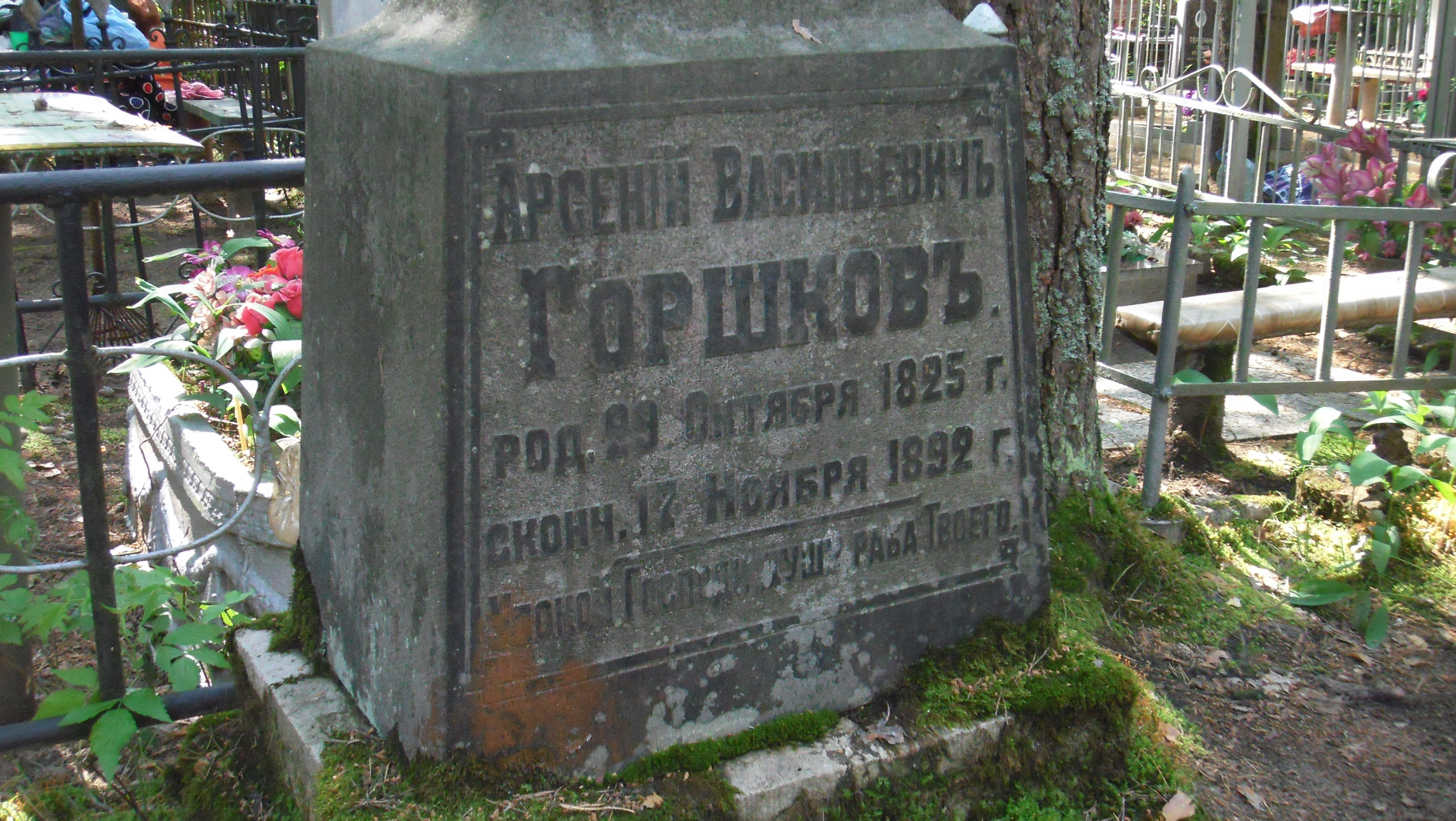
1892
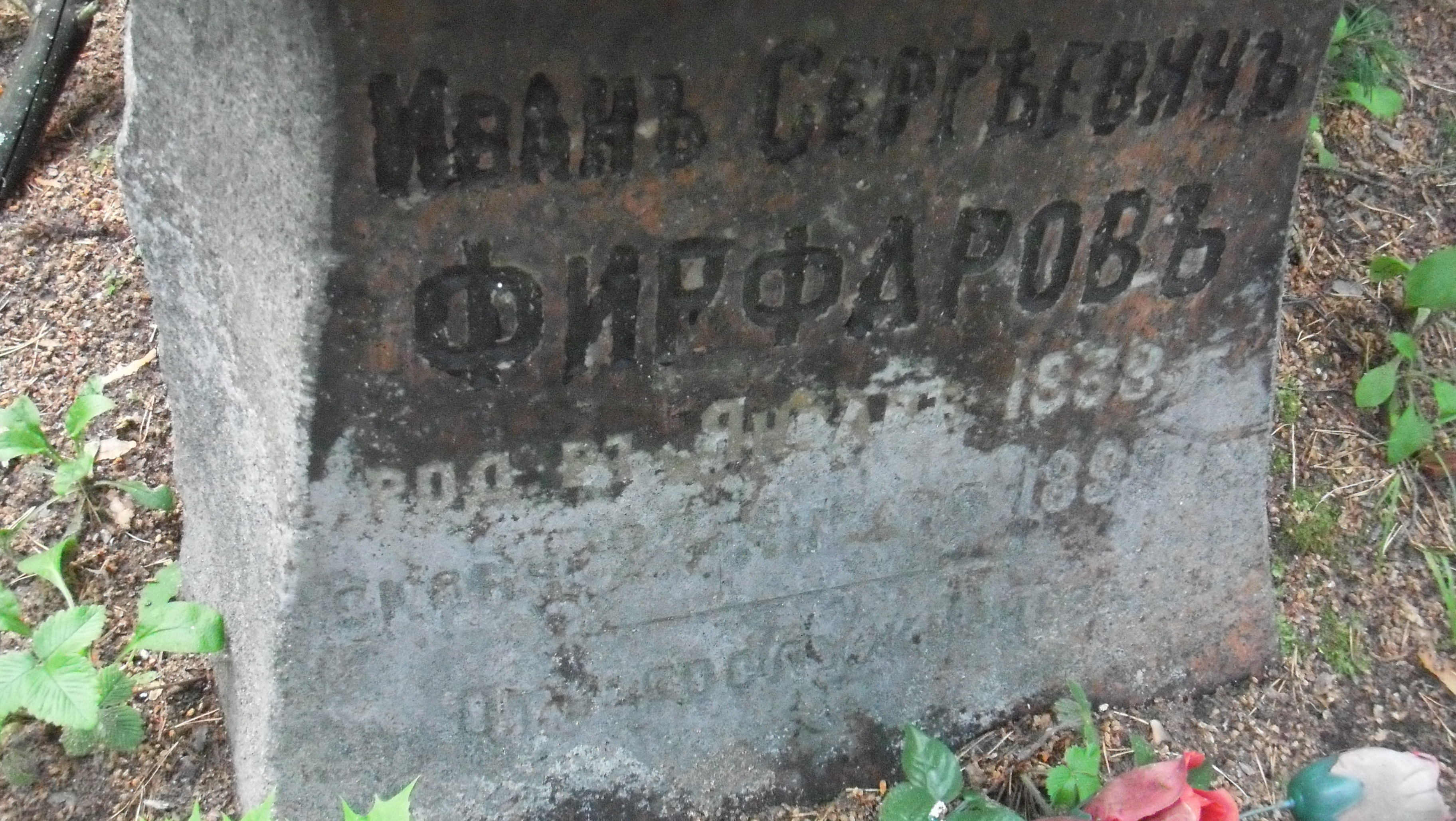
1899

## Известные люди, похороненные на Сестрорецком кладбище

### Герои Советского Союза
1. Аккуратов Ф. Я. (1915—1940) — старшина, стрелок-радист бомбардировочной авиации (участок 3)
2. Булавский В. К. (1918—1939) — лейтенант, наводчик гаубичной артиллерии (37 км)
3. Койнаш В. В. (1911—1940) — политрук, военный лётчик, (участок 3)
4. Корнилов Б. А. (1915—1940) — лейтенант, лётчик бомбардировочной авиации, (участок 3)
5. Почтарёв Т. А. (1913—1992) — полковник, артиллерист, Тихоокеанского флота (участок 1)
6. Салов А. М. (1917—1940) — младший командир, стрелок-радист (участок 3)
7. Сандалов, Владимир Александрович — (1906—1980) — генерал-майор, бомбардировочной авиации (участок 1)
8. Смирнов, Дмитрий Михайлович (1922—1989) — капитан миномётной артиллерии (участок 7)
9. Украдыженко И. П. (1914—2003) —Герой Советского Союза, гвардии капитан (участок 11).

### Герои Труда, Герои Социалистического Труда, кавалеры Ордена Славы, кавалеры Ордена Святого Георгия (Георгиевский Крест)
1. Анцус, Иоган Карлович (скончался 24 октября 1930 г., от роду 71 год) — конструктор, Герой Труда (11.06.1928 г.) за производственную деятельность на СИЗ (уч. 9)
2. Баранов, Иван Павлович (1918—2008) — кавалер трёх орденов Славы, гвардии старшина, разведчик десантник (уч. 11)
3. Витченко, Степан Степанович (1909—1986) — Герой Социалистического Труда (1974) (уч. 2)
4. Кондратьев, Пётр Андреевич (1864—1938) — Герой Труда (04.02.1929) за производственную деятельность на СИЗ, мастер, рационализатор (уч. 8)
5. Коробицын А. И. (1904—1927) — герой-пограничник (уч. 3)
6. Паутов, Валентин Васильевич (1926—1986) — полный кавалер Орденов Славы (уч. 3)
7. Попов, Николай Сергеевич — Герой Социалистического Труда, генеральный конструктор, создатель танка Т-80 (уч. 7)
8. Сафронов, Николай Антонович (1872—1932) — Герой Труда 04.02.1929, мастер Сестрорецкого инструментального завода (уч. 3)
9. Федотов, Аркадий Григорьевич — авиатор, кавалер ордена Святого Георгия IV степени (уч. 10)
10. Черных, Дмитрий Степанович (14.05.1890 — 14.03.1969) — полный Георгиевский кавалер четырёх крестов с бантом (уч. 8)
11. Чистов, Геннадий Николаевич (1931—2004) — Герой Социалистического Труда 1981 год, капитан т/х «Краснодон» балтийского морского пароходства (уч. 4)
12. Камышев, Юрий Алексеевич (1925—2008) — Герой Республики (уч. 8)

### Деятели истории, науки и культуры
1. Аграновский Зиновий Маркович (1900—1981) — Доктор медицинских наук, профессор[1][2].
2. Андреев, Юрий Андреевич (1930—2009) — русский прозаик, литературовед (доктор филологических наук), публицист
3. Белобров, Андрей Павлович (1894—1981) — советский военно-морской деятель, инженерный работник и преподаватель, арктический гидрограф-геодезист, доктор географических наук (1945), профессор, инженер-капитан 1-го ранга (1940) (участок 3)
4. Баркан Давид Иосифович (1939-2021) - доктор экономических наук, профессор, известный советский и российский ученый - маркетолог.
5. Васильев, Михаил Иванович (писатель) — почётный гражданин города Сестрорецка (участок 6)
6. Векслер, Юрий Абрамович (1940—1991) — кинооператор, сценарист. Лауреат государственной премии СССР (1985) (участок # # Григорьев, Геннадий Анатольевич (1949—2007) — поэт (участок 6)
7. Гулин, Вячеслав Иванович (1916—1985) — Заслуженный деятель искусств РСФСР, режиссёр-оператор (участок 2)
8. Девяткин, Михаил Константинович (1916—2003) — актёр театра и кино
9. Ерёмин, Алексей Григорьевич (1919—1998) — живописец, народный художник России (участок 14)
10. Зощенко Михаил Михайлович — писатель (участок 10)
11. Калачёв Пётр Егорович (1854—1923) — почётный житель Сестрорецка, купец 1-й гильдии, благотворитель (участок 8)[3]
12. Квятковский, Василий Александрович (1901—1974) — генерал-майор инженерных войск, его жена Лина Романовна(участница ВОВ), а также брат Иван (защитник Невского Пятачка) и брат Анатолий (участок 5)
13. Ковтун, Евгений Федорович (1928—1996) — советский и российский искусствовед, известный учёный, специалист в области # Кулешов, Владимир Петрович — фитодизайнер. Почётный гражданин города (участок 5)
14. Куманин, Константин Георгиевич — профессор, химик (участок 3)
15. Кущ, Лаврентий Фирсович (1914—1997) — ветеран Великой Отечественной (участок 4)
16. Левин, Леонид Тихонович (Леон Танхелевич) (1869—1944) —отоларинголог. Доктор медицины (1902), Заслуженный деятель науки РСФСР (1935) (участок 1)
17. Миргородский, Валентин Григорьевич (1929—2000) — футболист, Мастер спорта СССР[4].
18. Мироненко, Пётр Никифорович (1901—1983) — начальник Главного управления политической пропаганды войск НКВД СССР, # Морозов, Юрий Андреевич — футболист и тренер (участок 3)
19. Мосин Сергей Иванович (1849 −1902) — русский конструктор и организатор производства стрелкового оружия, генерал-майор русской армии.
20. Паншин, Александр Никитович — Первый чемпион Мира по конькобежному спорту (участок 9)
21. Паутов, Евгений Иванович (1912—2002) — полковник, ветеран Великой Отечественной (9 участок)
22. Петропавловский. Геннадий Александрович — профессор, химик
23. Пинчук, Аркадий Фёдорович (1930—2008) — писатель, лауреат государственной премии РФ (участок 14)
24. Пожлаков Станислав Иванович — Композитор и исполнитель. Член Союза композиторов Санкт-Петербурга, Заслуженный деятель искусств России.(участок 1а)
25. Растворова, Ольга Григорьевна — Почвовед, почётный гражданин города Сестрорецка (участок 13)
26. Ржевкин, Владимир Александрович (1930—2001) — инженер-полковник военно-артиллерийской академии им. Калинина, профессор, академик «Военмеха» в области радиоэлектронные системы управления ракетами и снарядами (участок 4)
27. Соболев, Иван Панфилович (1933—1995) — боксёр, Чемпион СССР
28. Спиридонов, Алексей Сергеевич (1951—1998) — серебряный призёр Олимпиады 1976, ЗМС 1978, метание молота
29. Терёшин, Игорь Михайлович (1935—1995) — блокадник, профессор биомолекулярной медицины (участок 8)
30. Федотов, Владимир Петрович (1942—2008) — флейтист
31. Хадеев, Александр Александрович (24 августа 1894 — 19 февраля 1957) — советский военачальник, генерал-лейтенант (участок 1)
32. Ильин, Владимир Васильевич (20 марта 1938 - 2 апреля, 2006) — советский и российский кинооператор

### Культурно-историческое наследие, федеральный уровень охраны
- Могила Емельянова Н. А. (1871—1958), революционера, 1960 г. (надгробие)
- Могила Зощенко М. М. (1894—1958) писателя, 1960 г. (надгробие), ск. Онежко В. Ф.
- Могила Мосина С. И. (1849—1902), конструктора оружия

|             |  |               |  |                 |  |
| С. И. Мосин |  | М. М. Зощенко |  | Н. А. Емельянов |  |

### Культурно-историческое наследие, региональный уровень охраны
- Могила Коробицына Андрея Ивановича (1904—1927), героя-пограничника
- Братские захоронения воинов Советской армии, погибших в годы Великой Отечественной войны 1941—1945 гг.
- Братская могила летчиков — Героев Советского Союза:
  - Аккуратова Фёдора Яковлевича (1915—1940)
  - Койнаш Василия Васильевича (1911—1940)
  - Корнилова Бориса Александровича (1915—1940)
- Могила Салова Александра Михайловича (1917—1940), Героя Советского Союза.

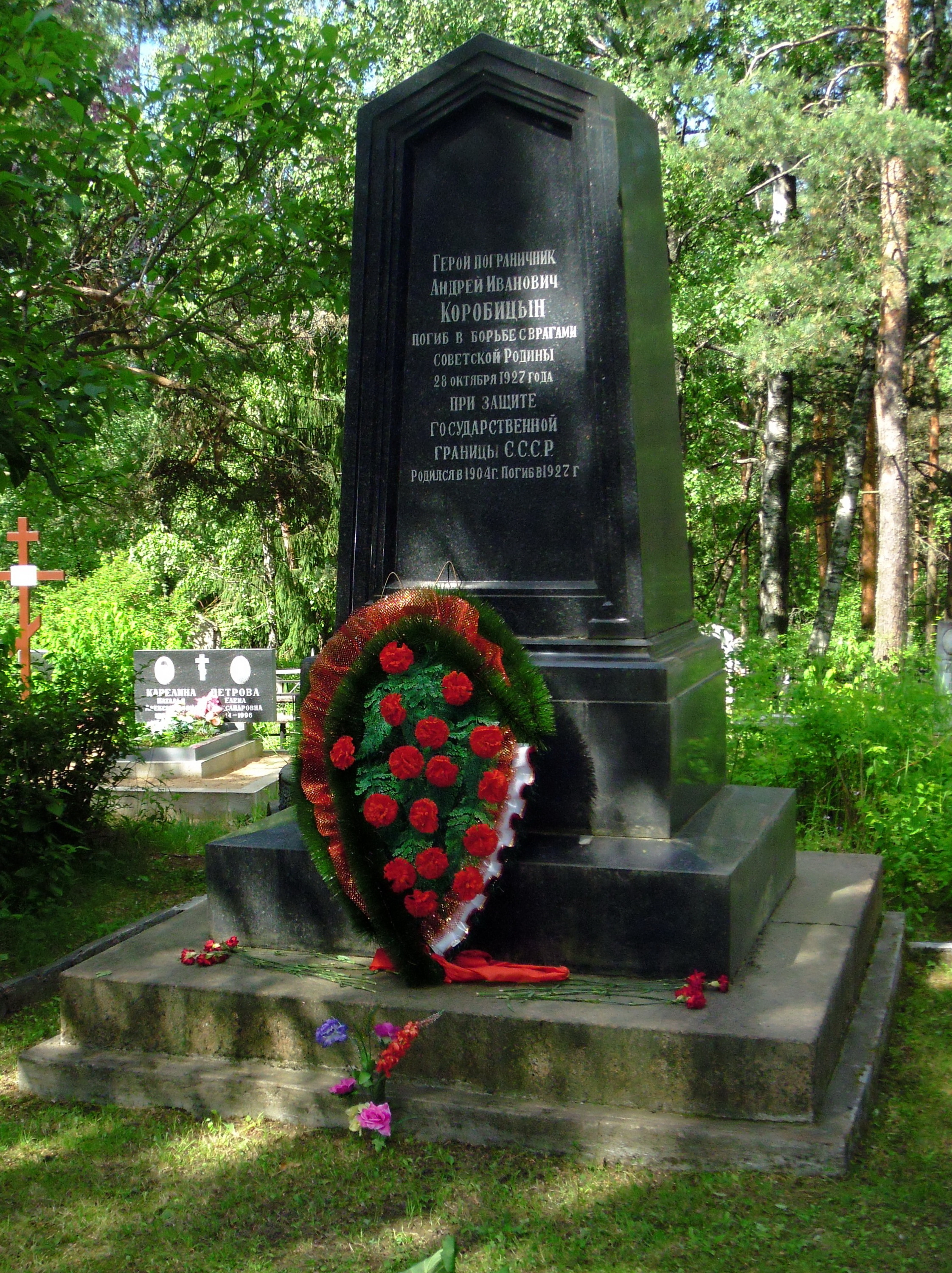
А. И. Коробицин
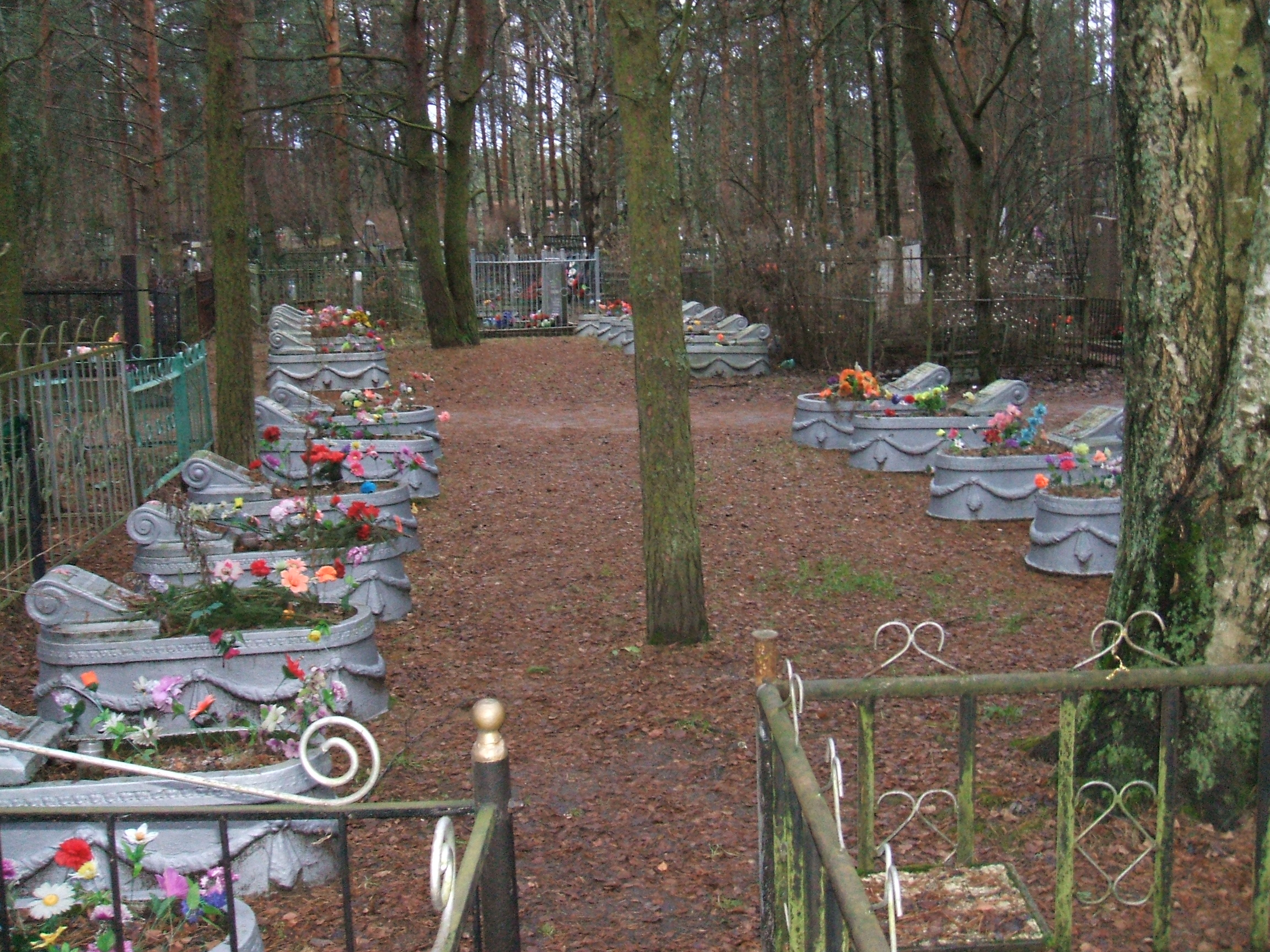
Братская могила
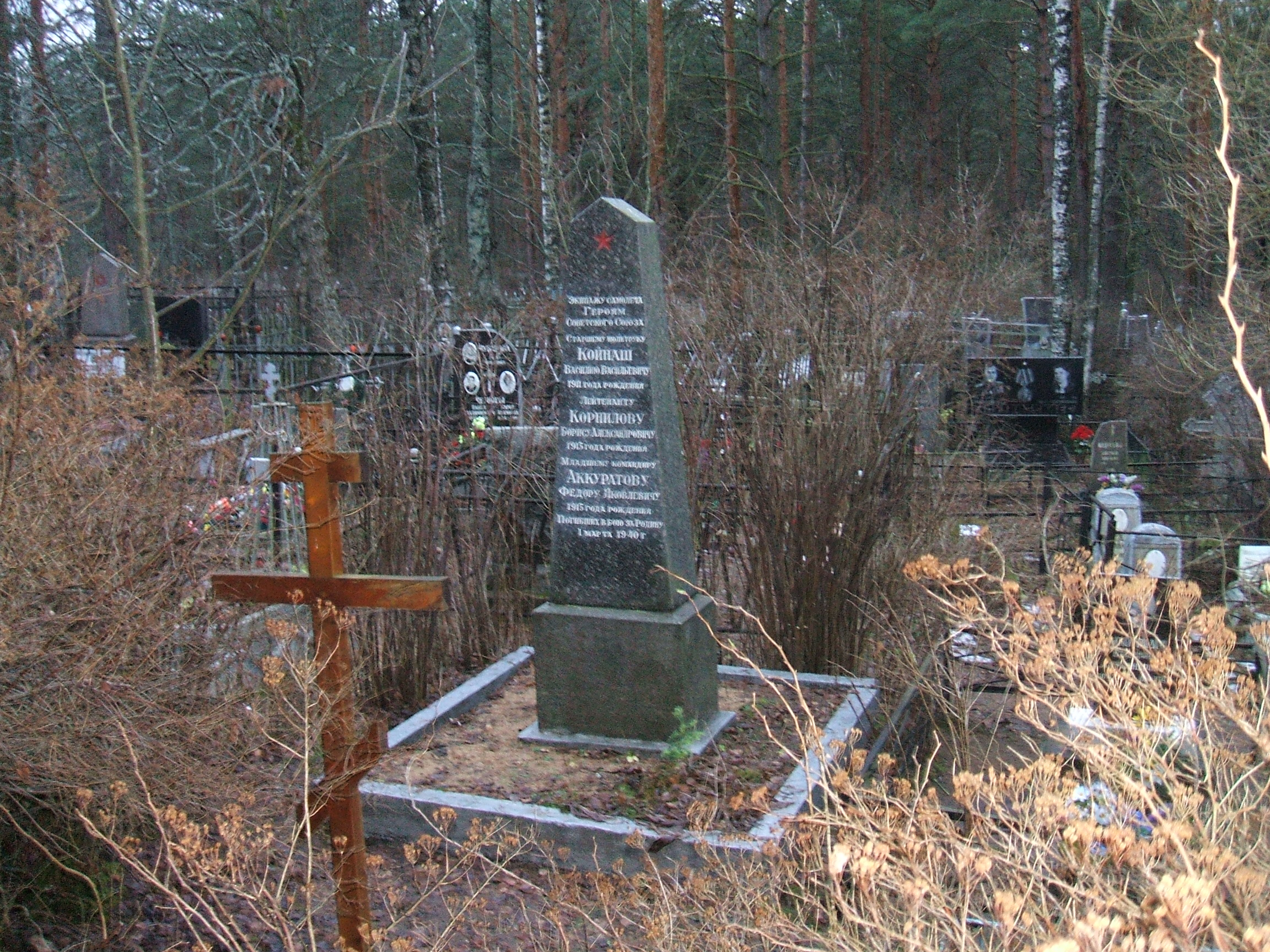
Лётчики Герои СССР
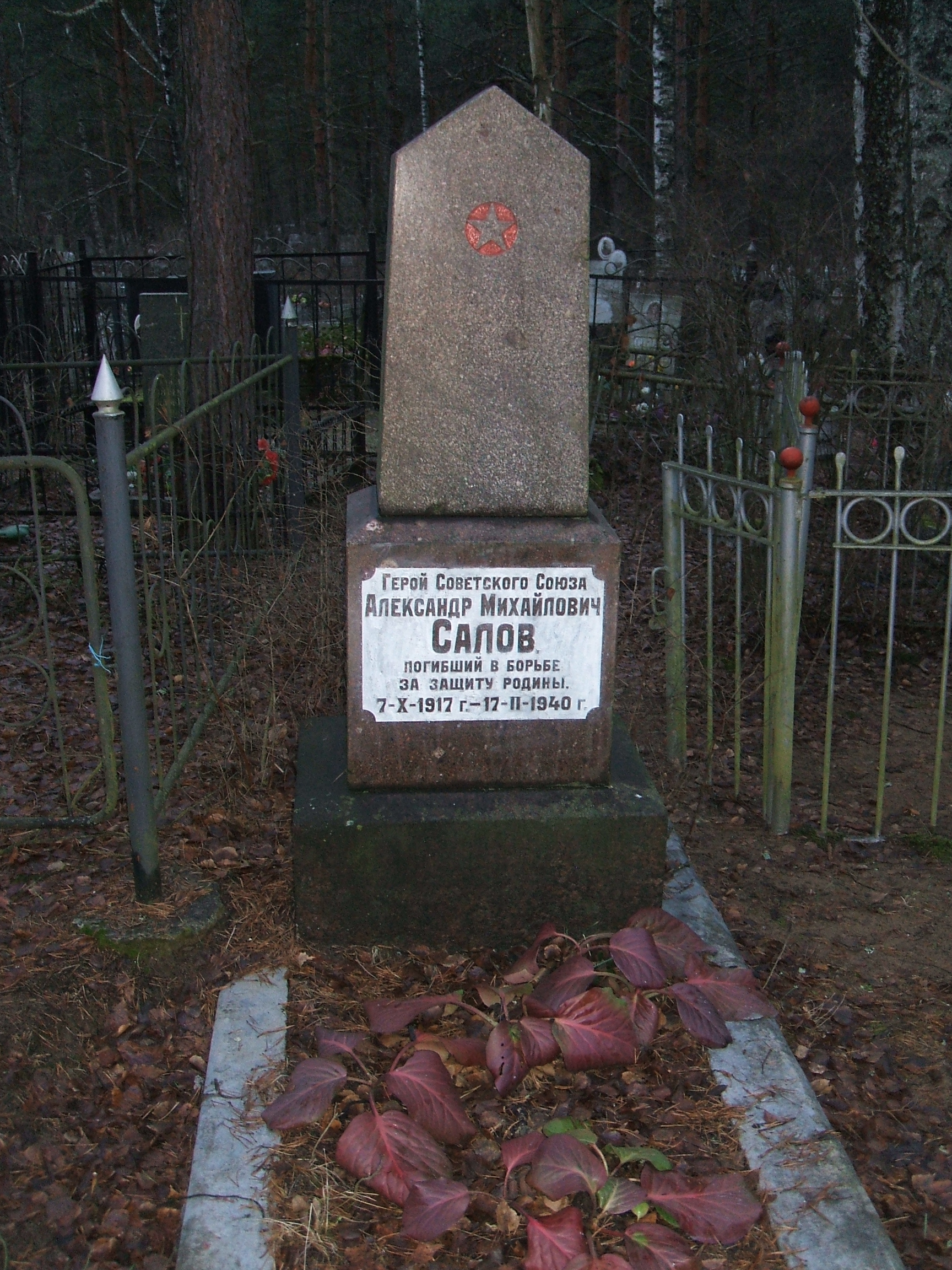
А. М. Салов

Могилы Морозова, Емельянова, Коробицина, Салова, Героев-лётчиков находятся рядом на одной горке.

## Воинское мемориальное кладбище в г. Сестрорецке
Воинское кладбище в г. Сестрорецке находится на 37-м км Приморского шоссе (60С. Ш.,30В. Д.) и представляет собой большое захоронение воинов, павших в период Великой Отечественной войны 1941—1944 гг. и Советско-финского конфликта 1939—1940 гг. На этом кладбище в 1940 г. похоронен Герой Советского Союза В. К. Булавский. Муниципальным советом г. Сестрорецка по архивным данным восстановлены фамилии павших, увековеченные на 35 гранитных стелах.

## Смиренное кладбище
Могилы погибших на воскреснике 1 августа 1920 года при взрыве мины рабочих и служащих завода имени Воскова (21 могила в два ряда)

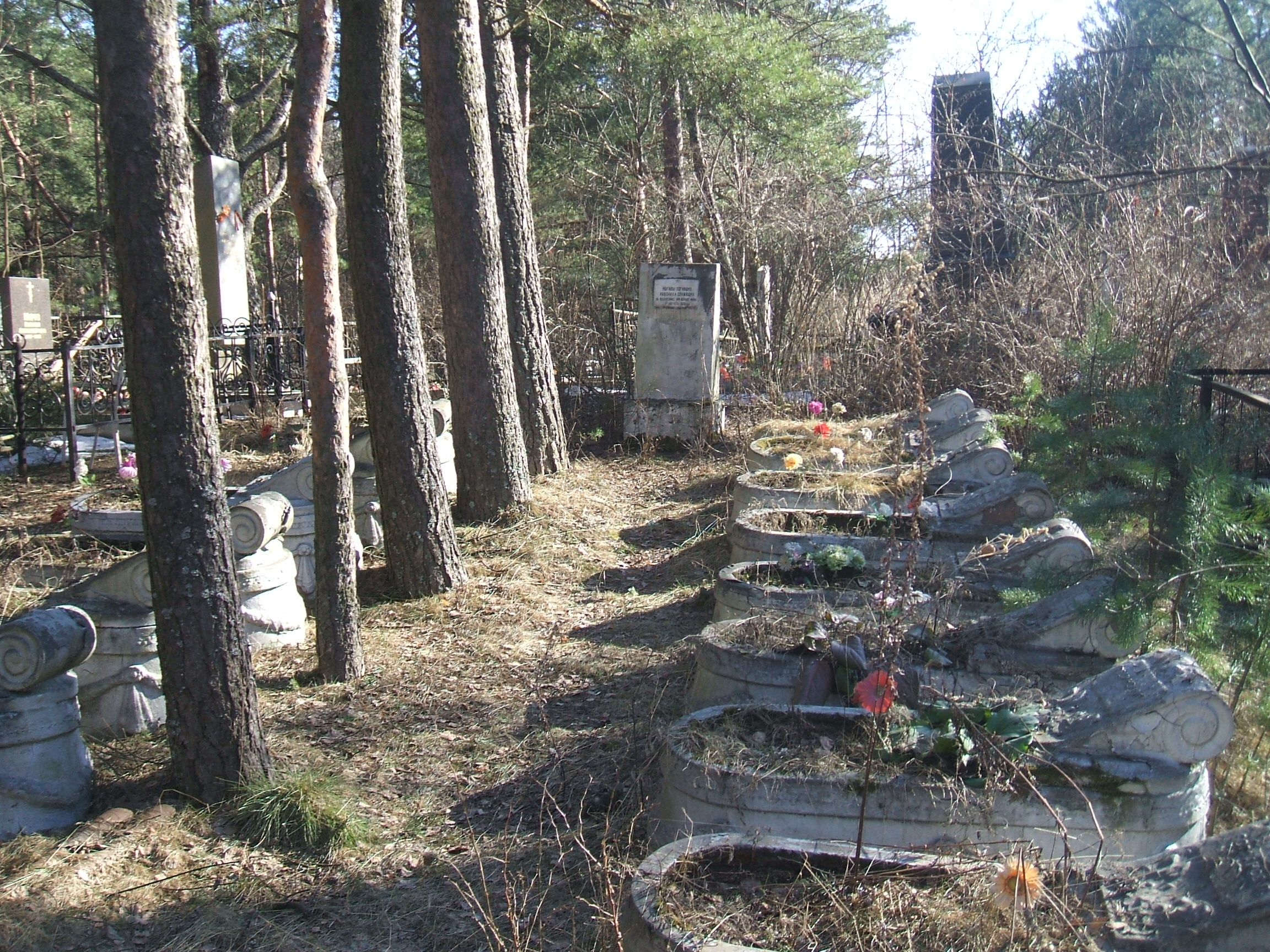
Погибшие на субботнике 01.08.1920

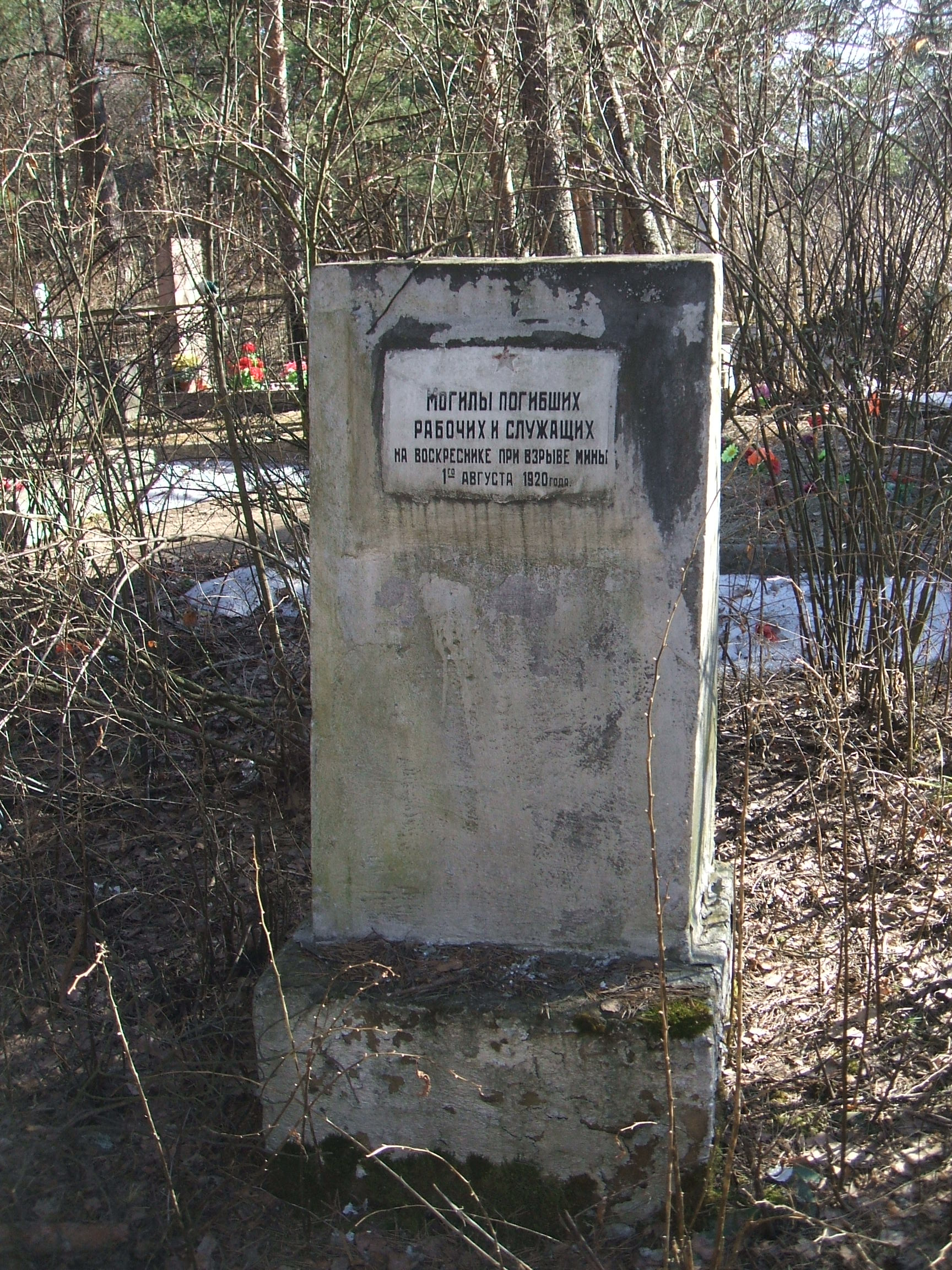
Памятник погибшим на субботнике

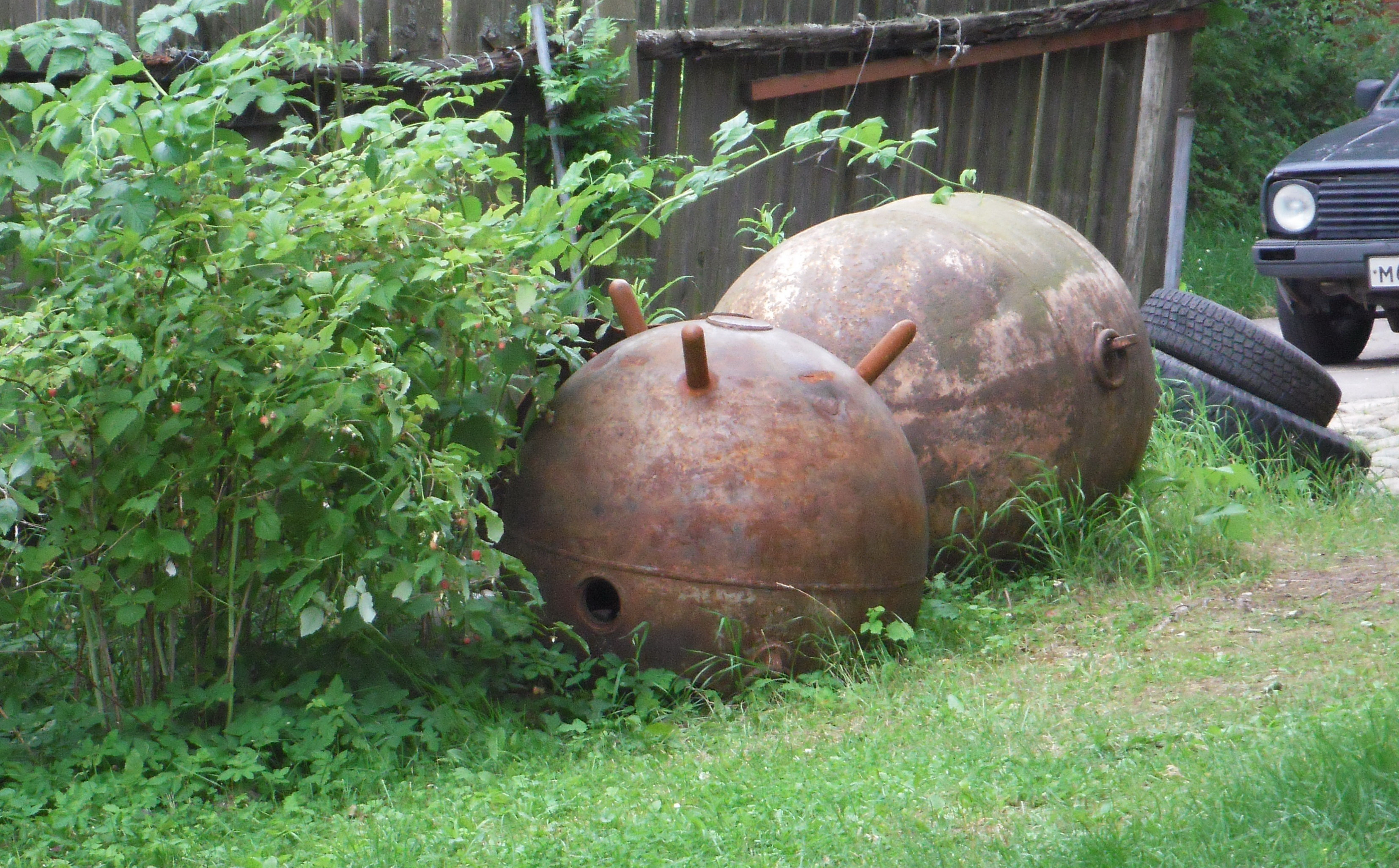
Морская мина